# Stathmopoda nucivora
Stathmopoda nucivora is een vlinder uit de familie Stathmopodidae. De wetenschappelijke naam van de soort is voor het eerst geldig gepubliceerd in 1932 door Meyrick.